# NGC 6328
NGC 6328 (другие обозначения — ESO 102-3, AM 1718-645, PGC 60198) — галактика в созвездии Жертвенник.
Этот объект входит в число перечисленных в оригинальной редакции «Нового общего каталога».